# Slaget vid Smolensk (1943)
Det andra slaget vid Smolensk, även känt som Operation Suvorov, var en stor offensiv av röda armén i västra Sovjet under andra världskriget. Offensiven ägde rum nästan samtidigt som slaget vid Dnepr, varade 2 månader och leddes av generalerna Andrej Jerjomenko och Vasilij Sokolovskij. Syftet var att rensa områdena kring Smolensk och Brjansk från tysk närvaro. Smolensk hade varit under tysk ockupation sedan första slaget vid Smolensk 1941. Trots ett imponerande tyskt försvar kunde röda armén åstadkomma flera genombrott och befria flera större städer, bland annat Smolensk och Roslavl. 
Trots att slaget spelade en viktig roll i sig, var Smolensk-operationen också viktig för sin effekt på slaget vid Dnepr. Uppskattningsvis 55 tyska divisioner bands upp vid försvaret av Smolensk. Dessa divisioner hade varit mycket viktiga för att förhindra att sovjetiska trupper gick över Dnepr i söder. Under slaget kunde röda armén också driva bort tyskarna från Smolensks landbro, historiskt sett den viktigaste angreppsvägen mot Moskva.

## Bakgrund till offensiven
Efter slaget vid Kursk i juli 1943 hade Wehrmacht i praktiken förlorat allt hopp om att återta initiativet på östfronten. Förlusterna var stora och hela armén var mindre effektiv än förut då många av dess erfarna soldater hade fallit under de senaste två årens strider. Detta ledde till att Wehrmacht endast var kapabelt att reagera på de sovjetiska dragen.
På den sovjetiska sidan var Stalin fast besluten att fortsätta befrielsen av de tyskockuperade områdena, en process som hade inletts i slutet av 1942 med Operation Uranus, som ledde till befrielsen av Stalingrad. Målet med slaget vid Dnepr var att befria Ukraina och flytta den södra delen av fronten längre västerut. För att ytterligare försvaga de tyska försvararna genomfördes offensiven mot Smolensk samtidigt för att dra tyska reserver norrut och därigenom försvaga tyskarna på den södra delen av fronten. Båda operationerna var en del av samma offensiva plan som syftade till att återta så mycket sovjetiskt territorium som möjligt från tyskarna.

### Tyska försvarsverk
Fronten hade varit ganska stabil i fyra till fem månader (och upp till 18 månader på flera platser) före slaget och innehöll flera geografiska egenskaper som gjorde den fördelaktig för ett starkt försvar. De tyska trupperna hade haft tid att bygga omfattande försvarsverk som var så mycket som fem eller sex led djupa på vissa ställen och med ett totalt djup på mellan 100 och 130 kilometer.
Den första (taktiska eller yttre) defensiva zonen inkluderade den första och andra försvarslinjen, hade ett djup på mellan 12 och 15 km och var om möjligt belägen på en höjd. Huvudförsvarslinjen, 5 km djup, bestod av tre uppsättningar skyttegravar och eldgivningspunkter sammanlänkade av ett omfattande kommunikationsnätverk. Det fanns 6 eller 7 eldgivningspunkter per kilometer front. På platser där ett anfall med tunga stridsvagnar var troligt var den tredje skyttegravslinjen i själva verket en antistridsvagnsvallgrav med en brant kant på den västra sidan med integrerade artillerieldlägen och kulspruteplaceringar. Den främre delen av slagfältet skyddades av tre linjer taggtråd och mina.
Den andra defensiva zonen, belägen omkring 10 km bakom den yttre defensiva zonen och täckte de viktigaste riktningarna bestod av en uppsättning eldgivningspunkter med skyttegravar. Den skyddades av taggtråd men också med minfält på platser där anfall med stridsvagnar förväntades. Mellan den yttre och den andra defensiva zonen fanns eldgivningspunkter och garnisoner för att sakta ner en sovjetisk framryckning om de skulle bryta igenom den yttre försvarszonen. Bakom den andra zonen hade man placerat ut tunga kanoner. 
Till slut fanns det långt bakom frontlinjen om möjligt tre eller fyra ytterligare försvarslinjer på den västra stranden av floden. Till exempel sattes viktiga försvarslinjer upp på den västra sidan av Dnepr och Desna. Dessutom förstärktes och befästes de viktigaste städerna (såsom Jelnja, Duchovsjtjina och Spas-Demensk) och förbereddes för en lång strid. Vägar minerades och försågs med stridsvagnshinder. Skyttar placerades i de viktigaste och högsta byggnaderna.

## Resultat
Operationen slutade i en svår förlust för tyskarna. De hade förväntat sig att kunna stoppa ryssarna här, medan striderna pågick runt Dnepr-floden (se Slaget vid Dnepr). Ryssarna mötte hårt motstånd i början och led stora förluster, inte minst på grund av pansarvärn och tungt tyskt artilleri. Då ryssarna bestämde sig för att gå runt staden och anfalla i de östra delarna började de tyska styrkorna sakta men säkert ge vika. Tyskarna blev de tvungna att dra trupper ifrån Dnepr upp till Smolensk för att stoppa ryssarna. Ryssarna lyckades emellertid komma igenom tyska linjer efter hårda förluster. När tyskarna sedan hotades av inringning gick de reträtt. Man förlitade sig dock på eftertrupper och drog nytta av att lämna några prickskyttar på enstaka kullar för att sakta ned det ryska offensiven.
Smolensk-operationen var en avgörande sovjetisk seger. Trots att avancemanget var ganska litet jämfört med senare offensiver (inte mer än 200–250 km), var det sovjetiska avancemanget viktigt ur flera synpunkter.
För det första drevs de tyska trupperna definitivt bort från vägarna mot Moskva. Detta strategiska hot, som hade varit Stavkas största oroskälla sedan 1941, var äntligen borta.
För det andra var de tyska försvarsringarna, som de tyska trupperna planerade att stödja sig på, nästan helt intagna. Flera återstod men det var uppenbart att de inte skulle hålla.
För det tredje var Smolensk-operationen en viktig hjälp till slaget vid Dnepr och låste mellan 40 och 55 tyska divisioner nära Smolensk och hindrade att de flyttades söderut.
Slutligen blev den tyska fronten delad av de stora och ogenomträngliga Pripetträsken och skar av Armégrupp Syd från dess norra motsvarighet och begränsade därmed Wehrmachts förmåga att flytta trupper och materiel från en sektor av fronten till den andra.
För första gången hade sovjetiska trupper trängt in på territorium som länge varit ockuperade av tyska soldater och de upptäckte de krigsförbrytelser som begåtts av SS, Einsatzgruppen och soldater. I områden som befriades under Smolensk-operationen var nästan all industri och allt jordbruk borta. I Smolensk oblast var 80 % av det urbana och 50 % av landsbygdsboendet förstört, tillsammans med otaliga fabriker.
Efter Smolensk-offensiven stabiliserades den centrala delen av den sovjetisk-tyska fronten igen i flera månader till juni 1944 och de flesta striderna flyttades söderut till Dneprlinjen och Ukraina. Bara under januari 1944 skulle fronten röra sig i norr, då tyska styrkor drevs tillbaka från Leningrad vilket ändade belägringen som pågått i 900 dagar. Till slut gjorde Operation Bagration sommaren 1944 att röda armén kunde driva ut Wehrmacht från sovjetiskt territorium, avslutade den tyska ockupationen och flyttade striderna till Polen och Tyskland.